# ムーンエンジェル隊
ムーンエンジェル隊（ムーンエンジェルたい）は、2001年から活動している日本の声優ユニットである。旧名はエンジェル隊（エンジェルたい）であり、単にエンジェル隊と言われる場合は現在でもルーンエンジェル隊ではなく、ほぼこちらをさす。

## 概要
ゲームおよびアニメ『ギャラクシーエンジェル』プロジェクトから派生。新シリーズの『ギャラクシーエンジェルII』プロジェクト発足に伴い、現在の名前に改称された。所属レコード会社は、第3期まではランティス、第4期からはブロッコリー（b-fairy records）となった。当初は5人であったが、後に新キャラクター登場で6人体制になる。
メンバーの仲の良さも有名であり、フォルテ・シュトーレン役の山口眞弓がまとめ役である。

## メンバー
- 新谷良子
- 田村ゆかり
- 沢城みゆき
- 山口眞弓
- かないみか
- 後藤沙緒里（途中参加）

## ディスコグラフィ
※規格品番の"LA"はランティス、"BR"はブロッコリーから発売されたもの。

### シングル
|     | 発売日         | タイトル                   | 規格品番  |
| --- | -------------- | -------------------------- | --------- |
| 1st | 2001年5月23日  | ギャラクシー★Bang!Bang!    | LACM-4014 |
| 2nd | 2002年2月28日  | 夢見たい★エンジェル隊      | LACM-4047 |
| 3rd | 2002年10月23日 | ギャラクシー☆ばばんがBang! | LACM-4074 |
| 4th | 2003年1月22日  | エンジェル★うっきー        | LACM-4082 |
| 5th | 2004年7月23日  | エンジェル★ろっけんろー    | BRDF-3034 |

### アルバム
アルバムとしては、キャラクターソング集CDのほか、ドラマCDやサウンドトラックCDに楽曲が収録されている。一覧はゲーム系CD・アニメ系CDの項目を参照されたい。それらの内、代表的なものを以下に挙げる。
- ギャラクシーエンジェルでSHOUT!（2002年4月24日、LACA-5101）
- Broccoli The Live 〜デ・ジ・キャラット&エンジェル隊コンサート〜 in 横浜アリーナ エンジェル隊EDITION（2003年1月23日、BRCA-1011）
- ギャラクシーエンジェルでFEVER!（2003年2月26日、LACA-5154）
- ギャラクシーエンジェル キャラクターファイルセレクション ANGEL CHARGE（2004年02月25日、BRCF-3020）
- ギャラクシーエンジェル ベストヴォーカルCD（2004年7月22日、LACA-5303）
- ギャラクシーエンジェル 闇鍋CD 極（2004年10月27日、LACA-5331）
- ギャラクシーエンジェルベストアルバム「一番搾り」（2005年2月24日、BRCF-3043）
- ギャラクシーエンジェル ベストアルバム「二番煎じ」（2005年4月22日、BRCF-3052）
- GALAXY ANGEL Duetアルバム ANGEL SHAKE（2005年8月26日、BRCF-3054）
- Sweet Winter（2007年11月23日）

## その他
- ゲーム版ギャラクシーエンジェルの作中で本ユニットのメンバーが声を当てている部隊も同じくムーンエンジェル隊と言う名称であり、本ユニットの名称はこの名前がそのまま使用されている。
- アニメ版ギャラクシーエンジェルの作中で本ユニットのメンバーが声を当てている部隊はギャラクシーエンジェル隊と言う名称であり、ギャラクシーエンジェルⅡにてルーンエンジェル隊が発足するまではゲーム版もアニメ版も作中では「エンジェル隊」と呼ばれることがほとんどであった。
- ミュージカルギャラクシーエンジェルにて、ムーンエンジェル隊を演じたメンバーはミュージカル版エンジェル隊と呼ばれている。